# 入来院定勝
入来院 定勝（いりきいん さだかつ）は、江戸時代中期の薩摩藩士。父は島津継豊。入来院氏24代当主。家格一所持。石高2662石。

## 生涯
父の島津継豊は強度の疝癪による目まいに悩まされ、享保21年（1736年）に江戸に参勤した後帰国できず、翌元文2年（1737年）に在府の願いを幕府に出して許可され、以後12年にわたって江戸に滞在することとなったがこうした中で鹿児島において出生する。また、継豊が最後に儲けた子供でもある。
母の実家と同族の桓武平氏渋谷氏の庶流・入来院氏23代目当主の入来院定恒の養子となり、元文4年（1739年）に家督を相続する。
宝暦2年（1752年）3月1日、栗野郷地頭となり、同9年3月まで勤める。また、宝暦6年（1756年）10月作成の「松平又三郎家中分限帳」の組頭番頭に「2662石　入来院石見」とあるが、これは定勝のことである。
俳諧を奨励し、北薩における俳諧の全盛を築く。俳諧作法書を初め、句集数点を残す。
明和6年（1769年）、隠居して家督は定馨が継いだ。天明元年（1781年）死去。

## 補注
1. ↑  芳即正『島津重豪』（吉川弘文館〈人物叢書〉、1980年）p.5-6
2. ↑  東大史料編纂所にある「島津家文書」の一つ。国目付を勤めた京極兵部家にあった同書の控えを熊本藩士が文政年間に写したものが「嶋津家分限帳」であり、内容はほとんど同じ。